# 普拉夫季夫卡 (亞爾莫林齊區)
49°14′21″N 26°54′27″E / 49.23917°N 26.90750°E

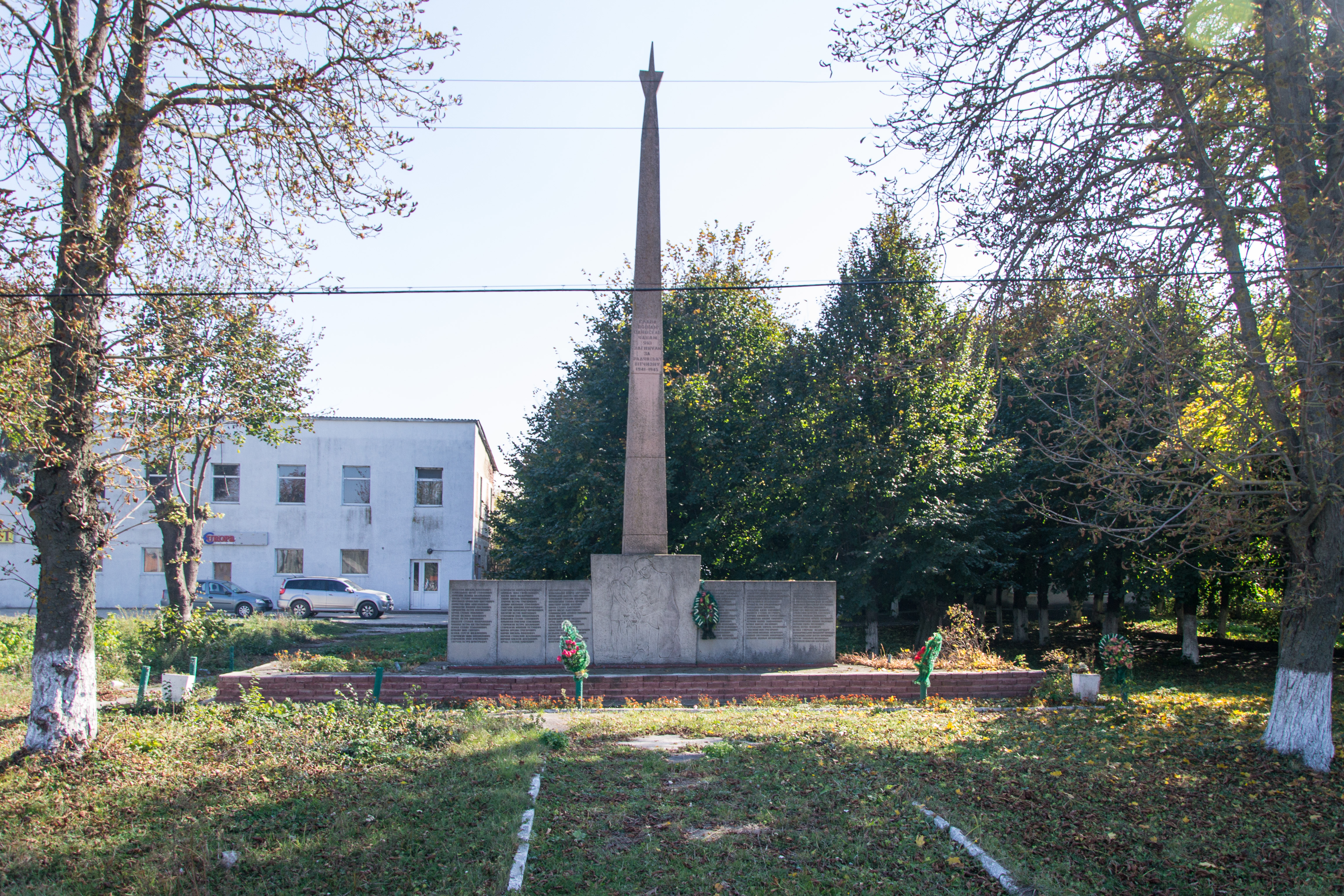
位於普拉夫迪夫卡村的紀念碑，其編號為68-258-0035。

普拉夫迪夫卡（烏克蘭語：Правдівка）是位於烏克蘭西部的村莊，由赫梅利尼茨基州裡赫梅利尼茨基區的亞爾莫林齊市鎮負責管轄。該村面積1.93平方公里，海拔高度281米，2001年人口1,008，人口密度每平方公里523.6人。